# Leucohyle
Leucohyle là một chi thực vật có hoa trong họ Orchidaceae.